# オスカル (タレント)
オスカル（本名、生年月日は非公表）は、青森県のローカルタレントで、青森放送のパーソナリティ。

## 経歴
青森県弘前市出身。
青森放送のラジオ番組「あおもりTODAY」で、金曜日のコーナー「中小企業応援隊」にリポーターとして出演していた（2014年9月26日まで）。番組やイベントでは、常にサングラスをかけていて、喋りが美川憲一のようにオネエ口調である。
2014年10月4日からは、青森放送のラジオ番組「麻生しおりの土曜はキュン」で、メインパーソナリティとして出演している。
彼（？）のプロフィールには取得資格が重機オペレータなどと書かれてあり、いまだに謎の多い人物である。
若かりし頃、ダンサーとして活動していた頃もあり、桜田淳子のバックダンサーをしていた。